# Secret World Live
Secret World Live – to drugi koncertowy, a dziesiąty w ogóle album Petera Gabriela. Płyta zawiera nagranie koncertu z trasy „Secret World”, który odbył się między 16 a 17 listopada w Palasport Nuovo we włoskim mieście Modena.
W przeciwieństwie do większości albumów Gabriela ten nie został zremasterowany w 2002 r. W tym samym czasie co album wydany został film DVD z koncertem. Lista utworów jest identyczna z listą płyty z jednym wyjątkiem: na DVD przed utworem „Blood of Eden” pominięty zostaje „Red Rain” a dodany został „San Jacinto”.
Nagrania w Polsce uzyskały certyfikat złotej płyty DVD.

## Lista utworów
Wszystkie utwory napisał Peter Gabriel, wyjątki podane w nawiasach.

### Płyta 1
1. „Come Talk to Me” – 6:13
2. „Steam” – 7:45
3. „Across the River” (Stewart Copeland, Gabriel, David Rhodes, L. Shankar) – 6:00
4. „Slow Marimbas” – 1:41
5. „Shaking the Tree” (Gabriel, Youssou N’Dour) – 9:18
6. „Red Rain” – 6:15
7. „Blood of Eden” – 6:58
8. „Kiss That Frog” – 5:58
9. „Washing of the Water” – 4:07
10. „Solsbury Hill” – 4:42

### Płyta 2
1. „Digging in the Dirt” – 7:36
2. „Sledgehammer” – 4:58
3. „Secret World” – 9:10
4. „Don't Give Up” – 7:35
5. „In Your Eyes” – 11:32

## Muzycy
- Peter Gabriel – śpiew, harmonijka ustna, instrumenty klawiszowe, Rainstick
- Tony Levin – gitara basowa, Chapman stick, śpiew
- Manu Katché – bębny
- David Rhodes – gitara, śpiew
- Leo Nocentelli – gitara, śpiew
- Daniel Lanois – dobro, Telecaster
- Babacar Faye – djembe
- Assane Thiam - Tama
- Hossam Ramzy – surdo
- Tim Green – saksofon tenorowy
- Reggie Houston – saksofon barytonowy
- Renard Poche – puzon
- Wayne Jackson – trąbka, kornet
- Jean-Claude Naimro – instrumenty klawiszowe, śpiew
- Levon Minassian – duduk
- Shankar – skrzypce, śpiew
- Paula Cole – śpiew
- Ayub Ogada – śpiew
- Papa Wemba – śpiew
- Reddy Amissi – śpiew
- Stino Mubi – śpiew